# Lysimachia filifolia
Lysimachia filifolia — низкий кустарник, вид рода вербейник семейства первоцветные.
Эндемик Гавайских островов. Зарегистрированы только две популяции на острове Оаху и одна на Кауаи. В настоящее время этот вид находится под угрозой исчезновения и занесён в красную книгу Соединённых Штатов. По разным оценкам, на острове Оаху осталось около 130 особей, растущих у водопадов в хребте Кулау. На Кауаи есть единственная популяция, обнаруженная только в 2008 году.

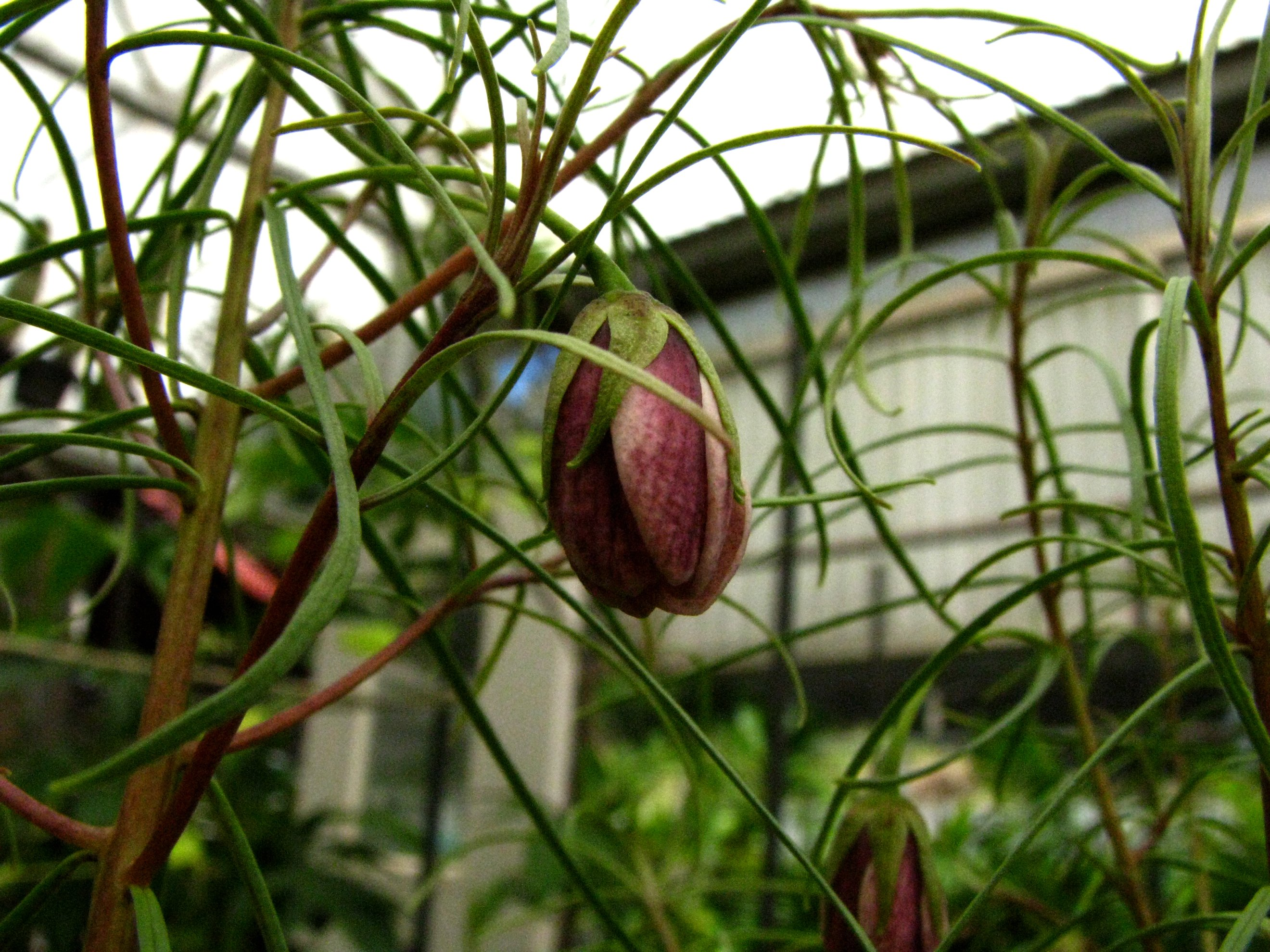
Цветок Lysimachia filifolia.

Lysimachia filifolia представляет собой небольшой кустарник, вырастающий примерно до полуметра в высоту. Листья от очень узких до нитевидных, а цветки красновато-пурпурные. Обычно встречается на берегах водопадов во влажных лесах. Произрастает на высоте от от 240 до 680 метров над уровнем моря.
Этому растению угрожает деградация среды его обитания из-за рейзорбеков и завезённых сюда видов растений, таких как туманный цветок (Ageratina riparia), Cordyline fruticosa, и Schefflera actinophylla.